# Khalilabad (Iran)
Khalīlābād (farsi خلیل‌آباد) è il capoluogo dello shahrestān di Khalilabad, circoscrizione Centrale, nella provincia del Razavi Khorasan in Iran. Aveva, nel 2006, una popolazione di 8.409 abitanti.